# Економіка праці
Еконо́міка пра́ці — розділ економічної науки, що вивчає проблеми праці та трудової діяльності людей.

## Основні напрямки
Вивчення трудових відносини, умов формування і використання трудового потенціалу. 
Аналіз організації господарства, з метою його подальшого вдосконалення.

## Предмет
Трудовий потенціал суспільства і шлях його найраціональнішого використання на користь підвищення ефективності суспільного виробництва і забезпечення гідної якості життя.

## Завдання
Вивчення економічних закономірностей розвитку сфери праці і зайнятості, розгляд різних механізмів підвищення соціально-економічної ефективності праці на різних рівнях економіки.